# 柱十一 (角宿)
柱十一(半人馬座ι)是位於南半球星座半人馬座的一顆恆星，意思是支撐庫樓的第十一根柱子。依據視差的量測，它與地球距離58.6光年（18.0秒差距） 。柱十一的視星等是 +2.73， 使它在波特爾暗空分類法中歸類為很容易以肉眼看見。
柱是中國角宿的一個星官，由半人馬座ι、半人馬座υ2、半人馬座υ1、半人馬座V761、半人馬座ψ、半人馬座4、半人馬座3、半人馬座1、半人馬π。
柱十一的光譜類型與A2V的恆星分類符合，是一顆A型主序星，通過核心區域氫原子的核融合產生能量。這些能量使恆星表面輻射的有效溫度為8,600K，使它的外觀是白色的色調。它的質量大約是2.5太陽質量，大約已有3.5億年的歷史。一個微弱的磁場已初步確定強度為−77 ± 30 G。
這顆恆星有紅外發射過量，表明他有被稱為岩屑盤的塵埃盤環繞著。這個環位於6天文單位的軌道半徑內。對於這個年齡期的恆星來說，塵埃異常明亮，這表明最近的一些過程，例如星子之間的碰撞，可能新增了碎片的數量。或者，這個系統中的星子可能具有不尋常的物理性質。截至2011年，在這個系統中尚未尋獲行星。
柱十一似乎屬於IC 2391動力群。這是一組大約16顆共同移動的恆星，它們很可能起源於4,500萬年前的同一個分子雲。